# Kimi ga aruji de shitsuji ga ore de
Kimi ga aruji de shitsuji ga ore de (君が主で執事が俺で?) è un anime di genere commedia-ecchi in 13 episodi, prodotto nel 2008 da A.C.G.T e tratto dal manga omonimo di Sanbō Shironeko.

## Trama
Uesugi Ren e Uesugi Mihato sono fratello e sorella, che dopo la morte della madre scappano di casa per sfuggire ad una difficile situazione familiare.
Dopo essere giunti a Yokohama alla ricerca di un lavoro, si imbattono nella ricchissima famiglia Kuonji che per ricambiare il favore di aver aiutato la figlia Miyu li assumono come maggiordomo e cameriera.

## Personaggi
Ren Uesugi
È il protagonista della storia è scappato con sua sorella dal padre violento per poi ritrovarsi a fare il servo alla famiglia Kuonji.
Mihato
Sorella di Ren ha azioni molto Yandere, si occupa insieme a Benisu della cucina.
Kuonji Miyu
Fa parte della famiglia Kuonji, laureata e molto intelligente, dimostra molti anni di meno di quanti ne abbia, cioè 20.
Kuonji Shinra
È il pilastro della sua famiglia ed è anche nota direttrice di orchestre.
Kuonji Yume
La più piccola fra le tre sorelle, ha un carattere solare, ma viene ignorata dalle sue sorelle.
Colonnello
Il tutore delle 3 sorelle della famiglia Kounji, è un ex mercenario.
Natose
L'adetta alla sicurezza, è un'americana ma dopo una disgrazia è andata in giappone in cerca di fortuna dove la famiglia Kuonji l'ha accolta.
Benisu
La cuoca della famiglia presenta azioni contrari a Mihato quindi Tsundere.
Chiharu
È l'adetto alle pulizie, pur assomigliando a una ragazza è un ragazzo ed è spesso ignorato.

## Sigle
Sigla iniziale
- "Hizamazuku Made 5 Byo Dake!", musica di Takuya Watanabe, arrangiamento di Masaki Suzuki, testo di Aki Hata è cantata da Miyuki Hashimoto

Sigla finale
- "Butler Switch On!" (Butler スイッチ オーン?), testo di Miyuki Hashimoto è cantata da Yūko Gotō

## Episodi
| Nº | Giapponese 「Kanji」 - Rōmaji                                                                 | In onda          | In onda |
| Nº | Giapponese 「Kanji」 - Rōmaji                                                                 | Giapponese       |         |
| 1  | 「君が主で執事が俺で」 - Kimi ga Aruji de Shitsuji ga Ore de                                  | 6 gennaio 2008   |         |
| 2  | 「クオンジデイズ」 - Kuonji Deizu                                                             | 13 gennaio 2008  |         |
| 3  | 「森羅万象」 - Shinrabanshō                                                                   | 20 gennaio 2008  |         |
| 4  | 「春だ! 修行だ! 家族旅行!?」 - Haru da! Shugyō da! Kazokuryokō!?                              | 27 gennaio 2008  |         |
| 5  | 「MIYABI」 - MIYABI                                                                           | 3 febbraio 2008  |         |
| 6  | 「夢改造計画」 - Yume Kaizō Keikaku                                                           | 10 febbraio 2008 |         |
| 7  | 「久遠寺家全滅!? 来訪者は揚羽様だった!」 - Kuonji-ke Zenmetsu!? Raihōsha wa Ageha-sama datta! | 17 febbraio 2008 |         |
| 8  | 「対決 上杉 対 武田」 - Taiketsu uesugi tsui takeda                                           | 24 febbraio 2008 |         |
| 9  | 「小さな英雄」 - Chiisa na eiyū                                                               | 1º marzo 2008    |         |
| 10 | 「逆転! ナトセ只今参上」 - Gyakuten! natose tadaimasanjō                                      | 8 marzo 2008     |         |
| 11 | 「花見大会だよ! 全員集合!」 - Hanami taikai dayo! zen'inshūgō!                                | 15 marzo 2008    |         |
| 12 | 「泥まみれ執事ひとり」 - Nazuma mire shitsuji hitori                                          | 22 marzo 2008    |         |
| 13 | 「家族」 - Kazoku                                                                             | 29 marzo 2008    |         |